# Gauḍīya Maṭha

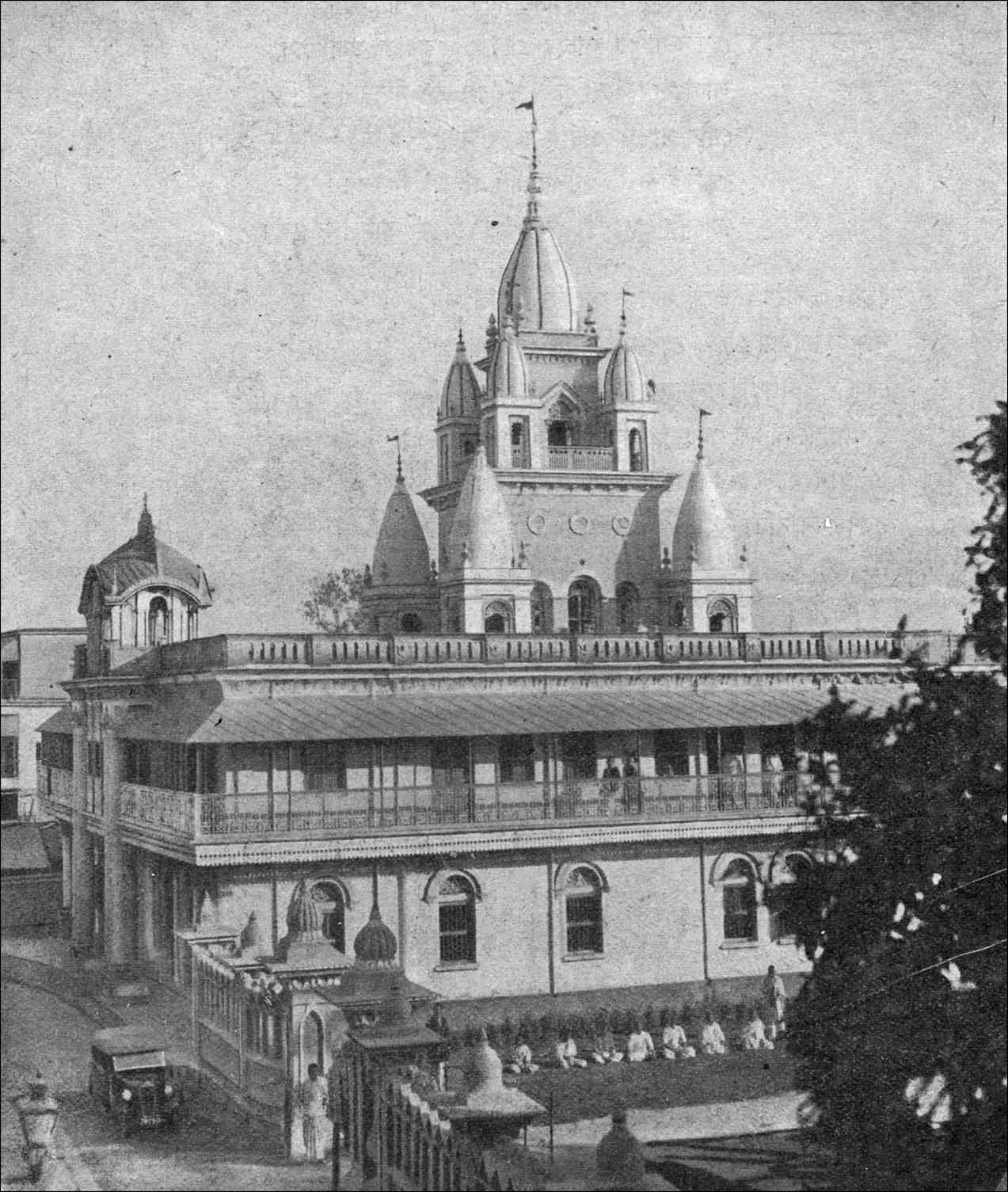
La sede del Gauḍīya Maṭha a Baghbazar-Calcutta in Kaliprasad Chakraborty Street nel 1930.

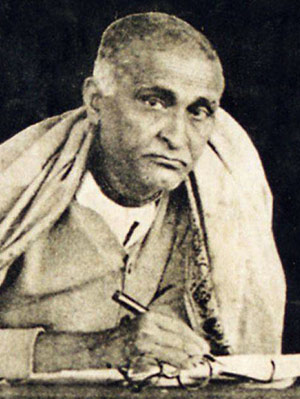
Bimalā Prasād Datta, meglio conosciuto con il nome religioso di Bhaktisiddhānta Sarasvatī (1874-1937) in una foto degli anni '30 del XX secolo.

Il Gauḍīya Maṭha (bengalī: গৌড়ীয় মঠ; devanāgarī: गौडीया मठ; lett. "scuola/monastero bengalese") è una istituzione religiosa viṣṇuita gauḍīya fondata il 6 settembre 1920 da Bimalā Prasād Datta, meglio conosciuto con il nome religioso di  Bhaktisiddhānta Sarasvatī (1874-1937).
L'origine di questa istituzione va tuttavia ricondotta all'opera riformatrice del padre di Bimalā Prasād Datta, il kāyastha Kedarnath Datta, meglio conosciuto con il nome religioso di Bhaktivinoda Ṭhākura (1838-1914).
Bhaktivinoda Ṭhākura aveva già avviato una concreta riforma di questa corrente viṣṇuita lungo tre direttive:
1. La prima, indicata con l'espressione daiva-varṇāśrama, intende stabilire il varṇāśramadharma [3] non in base alla sua nascita, ma in base alla sua condotta e alle sue scelte. Questa "riforma" si fonda su dottrine tradizionali come quelle insegnate nel Mahābhārata[4] dove, e nella narrazione è un brahmano a sostenerlo, si è brahmano in base al comportamento: così se un brahmano si comporta in modo riprovevole va considerato alla stregua di uno śūdra, viceversa se uno śūdra si comporta in modo nobile è senza dubbio come un brahmano [5].
2. La seconda direttiva riguarda il modo di approcciare le dottrine gauḍīya ovvero la fede religiosa. Bhaktivinoda Ṭhākura ha insistito molto sullo studio e cercando di superare quelle forme di "quietismo" e di "misticismo" religioso allora in voga.
3. Infine una rilettura rigorosamente "morale" dei testi, superando anche qua le deviazioni antinomistiche, che si erano manifestate nel secolo precedente.

Il 7 marzo 1918, il figlio Bhaktivinoda Ṭhākura, Bimalā Prasād Datta (Bhaktisiddhānta Sarasvatī) diviene saṃnyāsa e dà avvio all'istituzione del Gauḍīya Maṭha sulle orme dell'insegnamento paterno.
Sarà Bhaktisiddhānta Sarasvatī a predicare, all'interno del suo Gauḍīya Maṭha, l'osservanza delle regole di vita  brahmaniche per i suoi allievi, giungendo a iniziarli (dīkṣā) per mezzo della gāyatrī e consegnare ai così istituiti brahmani maschi lo yajñopavīta unitamente ai mantra devozionali relativi al guru, a Caitanya e a Kṛṣṇa stesso.
L'iniziativa di Bhaktisiddhānta Sarasvatī si diffonde per tutta l'India dove istituisce 64 centri del Gauḍīya Maṭha prima di morire nel 1934, giungendo ad aprire filiali persino in Germania e nel Regno Unito.
La linea di maestri guida (ācārya) di questo istituto religioso subisce tuttavia un'interruzione nel 1943 quando la guida di Bhakti Prasāda Purī (1895-1958) viene contestata e quindi rifiutata da Bhakti Vilāsa Tirtha (1894-1976), il quale decide quindi di guidare l'istituto Caitanya Maṭha.
Le scissioni non si fermano ed altri ācārya decidono di rendersi indipendenti da questi due istituti fondanone di nuovi, prevalentemente con sedi a Calcutta e a Navadvip/Mayapur, questo fino agli anni '50. Tra questi ācārya vanno ricordati:  Bhakti Rakshak Sridhar, Bhakti Dayita Madhava, Bhakti Prajnan Keshava, Bhakti Hridoy Bon, Bhakti Saranga Goswami, e Bhakti Kusum Madhusudan.
Tra questi spicca il nome, per la sua celebrità, di Bhakti Vedānta Svāmī Prabhupāda  (1896-1977), anch'egli discepolo di Bhaktisiddhānta Sarasvatī, il quale, dopo aver cercato di fondare una propria associazione a Jhansi nel 1953, e dopo essere divenuto saṃnyāsa nel 1959, emigra negli Stati Uniti nel 1965, dove fonderà l'ISKCON, più noto come "movimento degli Hare Krishna".